# Meyami
Meyāmī (farsi میامی) è una città dello shahrestān di Meyami, circoscrizione Centrale, nella provincia di Semnan in Iran. Aveva, nel 2006, una popolazione di 4.057 abitanti. Si trova a est di Shahrud sulla strada per Mashhad.